# Андійська музика

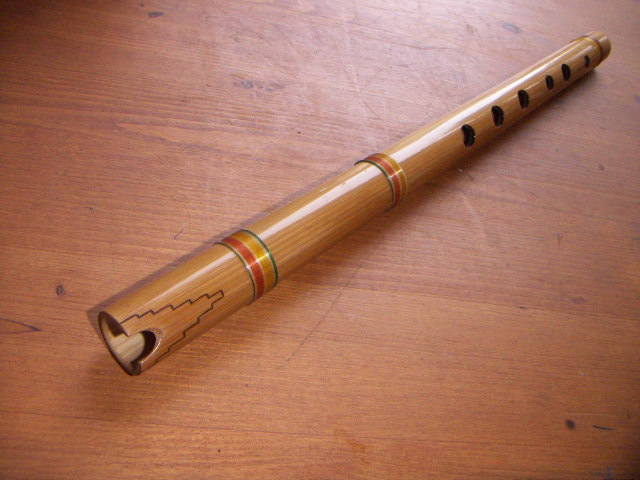
Кена, традиційний андійський музичний інструмент

Андійська музика — традиційна народна музика великого району у Андах та навколишніх рівнинних ділянках Південної Америки, більша частина якого одного часу входила до складу держави Тауантісую (Імперії Інків), а зараз є частиною Чилі, Перу, Аргентини, Еквадору, Болівії, Колумбія і Венесуели.
Відомо, що духові та ударні інструменти існували в андійському регіоні задовго до прибуття інків, проте активна еволюція музики відбулася за часів Тауантісую. Із прибуттям іспанців в 16 столітті до них були додані струнні інструменти та виникли нові, такі як чаранго, інструмент, що нагадує лютню.
Флейта Пана (ісп. zampoña, варіантами є сіку, айм. siku та антара, кеч. antara) є найстарішим музичним інструментом, що виготовляється у безлічі варіантів. Деякі сучасні флейти Пана здатні відтворювати повний спектр звуків та часто використовуються як сольні інструменти, тоді як традиційніші використовуються у парах; найчастіше саме таке використання застосовується для відтворення мелодії. Найпопулярнішою залишається кена (флейта з вирізами на кінці) та за традиційною методикою виробляється з бамбука, хоча існують і полівінілхлоридні кени. Зазвичай на кенах грають протягом сухого сезону, а вертикальні флейти, тарки, використовуються протягом вологого сезону. Інші андійські флейти включають тарку (tharqa), пінкільйо (pinquillo) і мосеньйо (moseño). Бродячі музиканти найчастіше використовують барабани і флейти Пана, та грають на весіллях та інших святах.
Протягом 20 століття андійська музика та кільтура помітно змінилися. Наприклад, націоналістична революція в Болівії 1952 року привела до збільшення прав та соціальної свідомості корінного населення. Новий уряд заснував департамент фольклору в межах міністерства освіти, а радіостанції почали мовлення кечуа і аймара. В 1965 році відома група Лос-Хайрас, заснована в місті Ла-Пас, створила музичну комбінацію традиційних музичних стилів, розраховану на середній клас країни. Один з членів групи, Гільберт Фавре (швейцарсько-французький флейтист) до того грав разом з Ангелем і Ісабель Парра та їх матер'ю Віолетою в Парижі, та разом з ними почав пропагандувати традиційну андійську музику в Сантьяго, Чилі. В 1960-ті роки вийшли записи таких індійнських груп як Рупай, Ґрупо-Аймара та співака мовою кечуа Лусміла Карпіо. Незабаром інші чилійські групи, такі як Інті-Іїмані та Лос Куракас використовували роботи Лос-Хайрас і Парра для створення музичного стилю нуева-кансьйон, що повернувся до Болівії в 1980-х роках у творах музикантів стилю канто-нуево, таких як Емма Хунаро і Матильде Касасола.

## Відомі андійські групи
- Andean Fusion [Архівовано 13 жовтня 2016 у Wayback Machine.]
- Illapu [Архівовано 8 грудня 2006 у Wayback Machine.]
- Quilapayún
- Inti-Illimani [Архівовано 18 березня 2018 у Wayback Machine.]
- Bolivia Manta[недоступне посилання з серпня 2019]
- Inkuyo
- Itumiray
- Los Incas [Архівовано 28 жовтня 2006 у Wayback Machine.]
- Huancara
- Savia Andina [Архівовано 10 листопада 2010 у Wayback Machine.]
- Los Kjarkas
- Sukay
- Tupay
- Kalamarca
- Llajtaymanta
- Chimizapagua
- Génesis de Colombia
- Neyza [Архівовано 13 вересня 2017 у Wayback Machine.]
- sipan
- Wayanay Inka [Архівовано 2 грудня 2019 у Wayback Machine.]